# Ove C. Terp
Ove C. Terp (ur. 10 listopada 1914 r., zm. ?) – duński wojskowy (porucznik), lotnik niemieckiej Luftwaffe podczas II wojny światowej.
W poł. lat 30. wstąpił do duńskiego lotnictwa wojskowego, uzyskując w 1937 r. status pilota. Służył w stopniu starszego szeregowca w Gwardii Królewskiej. 9 października 1939 r. awansował do stopnia podporucznika, zaś 1 kwietnia 1940 r. - porucznika rezerwy. 8 lipca 1941 r. wstąpił ochotniczo do Luftwaffe, po uzyskaniu zgody ze strony Ministerstwa Wojny. 13 sierpnia tego roku trafił do Fliegerhorst Prenzlau w Prenzlau. Po przeszkoleniu przeniesiono go do JG 54 "Grünhertz" na front wschodni. Podczas walk został ciężko ranny. Po zakończeniu wojny pracował jako technik w USAF. W latach 50. otrzymał zachodnioniemieckie obywatelstwo i wstąpił do Bundesluftwaffe. 26 marca 1979 r. został zwolniony z armii w stopniu Oberstleutnanta.